# Francisco Vázquez de Coronado
Francisco Vázquez de Coronado, född ungefär år 1510 i Salamanca i Spanien och död 22 september 1554, var en spansk upptäcktsresande och kolonisatör (conquistador).
Coronado kom till Amerika första gången 1535. Där var han framgångsrik, och blev 1538 guvernör över provinsen Nueva Galicia (eller Nya Galicien), motsvarande dagens Sinaloa och Nayarit i Mexiko. Han är ihågkommen i historien som ledaren för Coronado-expeditionen, från Mexiko in i USA så långt som till Kansas. Expeditionen blev ett totalt fiasko, men han förblev guvernör i Nya Galicien till 1544, när han drog sig tillbaka till Mexico City. Där dog han, 1554.
Coronados brev från expeditionen trycktes 1556.

## Källor

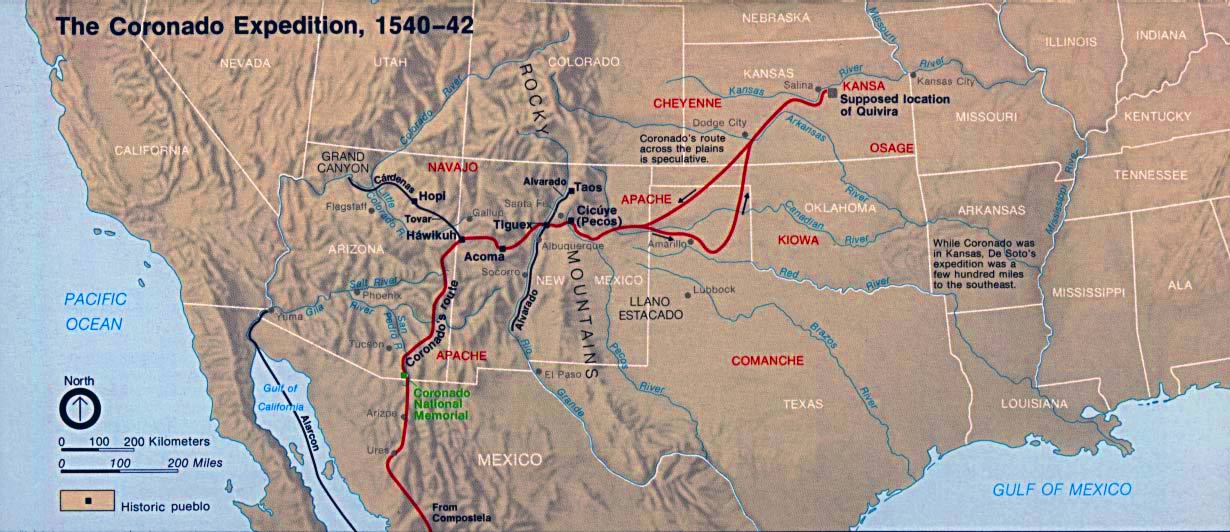
Karta över Coronados expedition 1540-1542